# 厚吻蠕鰻
厚吻蠕鰻，為輻鰭魚綱鰻鱺目糯鰻亞目蛇鰻科的其中一種，分布於東大西洋區，從摩洛哥至安哥拉海域，棲息深度200-500公尺，體長可達48.5公分，棲息於沙泥底質海域，屬肉食性，會把身體埋藏在沙泥中，生活習性不明。

## 擴展閱讀
維基物種上的相關：厚吻蠕鰻